# From Genesis to Revelation
From Genesis to Revelation prvi je studijski album britanskog sastava Genesis.

## Popis pjesama
Sve pjesme napisali su Tony Banks, Peter Gabriel, Anthony Phillips, Mike Rutherford osim gdje je drugačije naznačeno.
1. "Where the Sour Turns to Sweet" – 3:16
2. "In the Beginning" – 3:47
3. "Fireside Song" – 4:20
4. "The Serpent" – 4:40
5. "Am I Very Wrong?" – 3:33
6. "In the Wilderness" – 3:33
7. "The Conqueror" – 3:42
8. "In Hiding" – 2:40
9. "One Day" – 3:22
10. "Window" – 3:35
11. "In Limbo" – 3:32
12. "Silent Sun" (Gabriel, Banks) – 2:15
13. "A Place to Call My Own" – 2:00

## Izvođači
- Peter Gabriel – vokal, flauta, udaraljke
- Anthony Phillips – gitara, vokal
- Tony Banks – orgulje, gitara, glasovir, klavijature, vokal
- Mike Rutherford – bas-gitara, gitara, vokal
- John Silver – bubnjevi, vokal, osim u "Silent Sun"
- Chris Stewart – bubnjevi u "Silent Sun"